# Kobresia humilis
Kobresia humilis là loài thực vật có hoa trong họ Cói. Loài này được (C.A.Mey. ex Trautv.) Serg. mô tả khoa học đầu tiên năm 1935.